# María Isabel Sánchez Torregrosa
Pour les articles homonymes, voir Sánchez et Torregrosa.
María Isabel Sánchez Torregrosa, née le 5 août 1979, est une femme politique espagnole membre du Parti populaire (PP).
Elle est élue sénatrice d'Almería lors des élections générales de 2015.

## Biographie
Elle est mariée et mère d'un fils.

### Profession
María Isabel Sánchez Torregrosa est titulaire d'une licence en administration et gestion d'entreprises par l'Université de Grenade. Elle est directrice commerciale et assistante financière dans différentes entreprises de 2003 à 2010.

### Activités politiques
Elle est députée au Parlement d'Andalousie de 2014 à 2015. Elle est élue première adjointe au maire de Huércal-Overa en 2011.
Le 20 décembre 2015, elle est élue sénatrice pour Almería au Sénat et réélue en 2016.